# Fédération turque de rugby à XV
La Fédération turque de rugby à XV (officiellement en turc : Türkiye Ragbi Federasyonu) est l'instance qui régit l'organisation du rugby à XV en Turquie ; des branches opérationnelles sont quant à elles destinées à celle du baseball, du softball et du football américain.

## Historique
Pratiqué dès le XIXe siècle par des ressortissants étrangers en Empire ottoman, le développement du rugby ottoman puis turc est freiné par les conflits mondiaux, alors que le football, le basket-ball et les sports de force restent les disciplines sportives les plus populaires en Turquie. Un premier club de rugby en Turquie, non officiel, voit le jour en 1999.
Vers 2005, une branche opérationnelle consacrée au rugby à XV est créée sous l'égide de la Fédération turque de baseball, elle-même née en 2001 ; cette dernière devient officiellement en 2007 la Fédération turque de baseball, de softball, de football américain et de rugby, en turc la Türki̇ye Beyzbol, Softbol, Korumali futbol ve Ragbi̇ Federasyonu, afin que les équipes nationales associées, dont celles de rugby, puissent prétendre participer à des compétitions internationales officielles,.
Alors que l'entrée du rugby à sept au programme olympique est officialisée à la 121e session du Comité international olympique, en 2009, le sport devient l'un des leviers potentiels de la diplomatie sportive turque, en marge de la candidature d'Istanbul pour organiser les Jeux olympiques d'été de 2020 en tant que ville-hôte, face à Madrid et Tokyo ; le développement d'équipes compétitives turques de rugby seraient alors des atouts pour le dossier de candidature. En accord avec les règlements olympiques, une fédération nationale indépendante consacrée au rugby à XV, et indirectement à sa variante à sept, est créée en 2011, afin que les sélections turques puissent participer aux épreuves olympiques de rugby à sept, ; la Fédération de baseball, de softball, de football américain et de rugby sert de base à cette nouvelle infrastructure, la Türkiye Ragbi Federasyonu, avec l'accord du Premier ministre Recep Tayyip Erdoğan. Des branches sportives destinées à la pratique du baseball, du softball et du football américain opèrent au sein de la Fédération de rugby. L'instance est également membre du Comité national olympique turc.
La fédération devient membre de la FIRA-AER, organisme européen du rugby dès 2012.
En 2013, l'attribution des Jeux olympiques de 2020 à Tokyo plutôt qu'à Istanbul marque un coup d'arrêt significatif des investissements gouvernementaux à la fédération nationale de rugby. Le processus d'adhésion de cette dernière à World Rugby, organisme international du rugby, est en conséquence ralenti. En mai 2020, elle devient finalement membre associé,, puis membre à part entière en mai 2023.

## Présidents
Les personnes suivantes se succèdent au poste de président de la fédération :
- 2011-2017 : Şahin Kömürcü[Note 1]
- 2017-2023 : Murat Pazan
- élu en 2023 : Murat Kapki